# Soulier d'or belge 1963
Le Soulier d'or 1963 est un trophée individuel, récompensant le meilleur joueur du championnat de Belgique sur l'ensemble de l'année 1963. Ceci comprend donc à deux demi-saisons, la fin de la saison 1962-1963, de janvier à juin, et le début de la saison 1963-1964, de juillet à décembre.

## Lauréat
Il s'agit de la dixième édition du trophée, remporté par le gardien du Standard de Liège Jean Nicolay. Il est le premier gardien et le premier joueur du Standard à décrocher le Soulier d'Or. Il doit sa victoire à ses prestations constantes, aussi bien avec son club (avec lequel il décroche le titre de champion de Belgique) qu'en équipe nationale. Avec 226 points, il devance l'ancien double lauréat, l'anderlechtois Paul Van Himst de 80 points.

## Top 5
| Place | Joueur            | Nationalité | Club(s)              | Points |
| ----- | ----------------- | ----------- | -------------------- | ------ |
| 1.    | Jean Nicolay      |             | Standard de Liège    | 226    |
| 2.    | Paul Van Himst    |             | RSC Anderlecht       | 145    |
| 3.    | Frans Vermeyen    |             | Lierse               | 49     |
| 4.    | Paul Van Den Berg |             | Union Saint-Gilloise | 29     |
| 5.    | Guillaume Raskin  |             | Beerschot            | 10     |
| 5.    | Pierre Hanon      |             | RSC Anderlecht       | 10     |